# Hôtel Arviset Jehannin de Chamblanc
L’Hôtel Arviset Jehannin de Chamblanc est un hôtel particulier de la ville de Dijon situé 33 Rue Jeannin dans le centre historique, anciennement appelé « secteur sauvegardé ». Il a d'abord appartenu à la famille Arviset, puis à leurs cousins, la famille Jehannin de Chamblanc. 

## Localisation

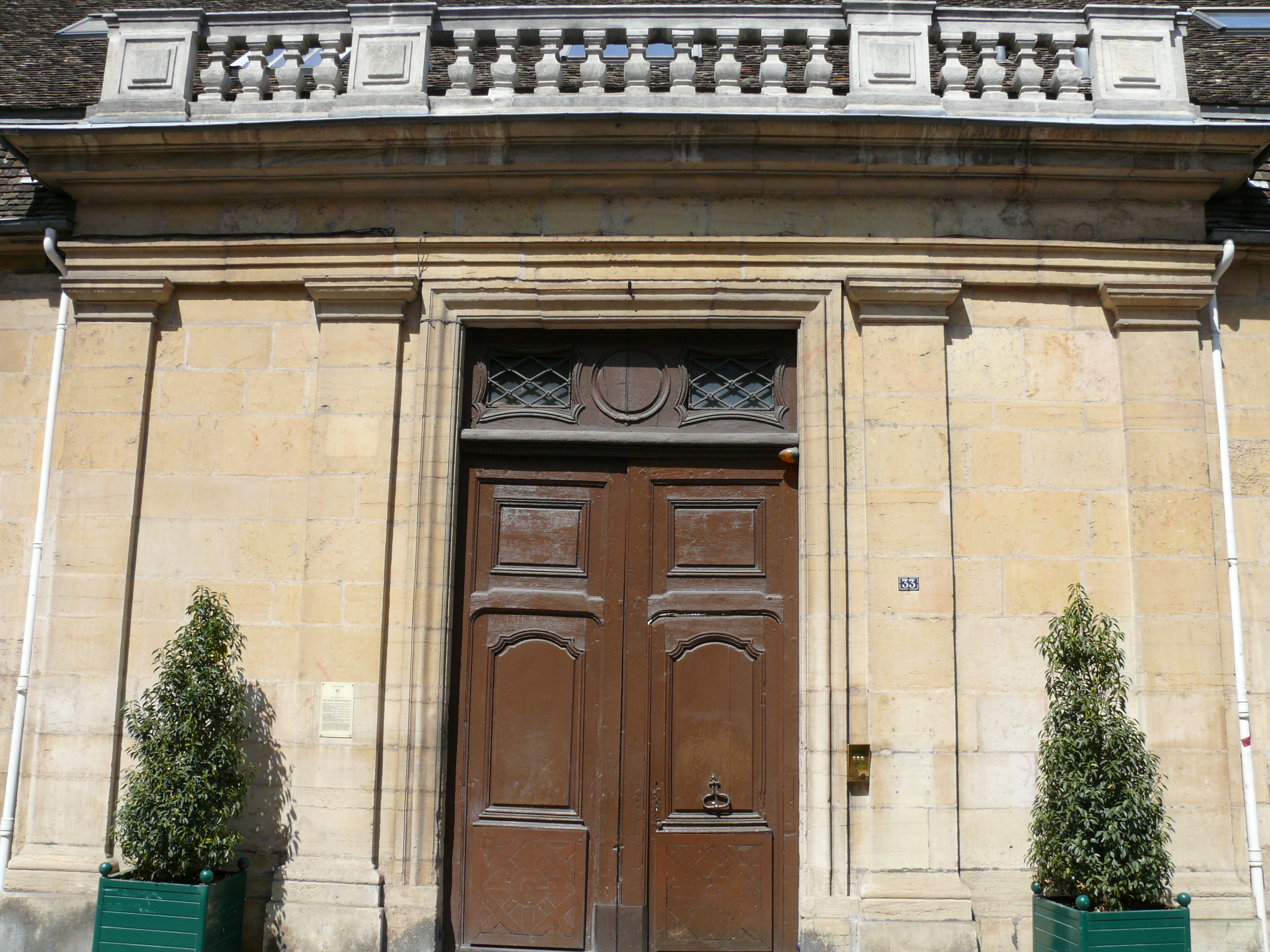
Porche de l'Hôtel de Chamblanc

L'hôtel Arviset Jehannin de Chamblanc ou hôtel de Chamblanc est situé à Dijon, rue Jeannin, au numéro 33.

## Histoire

### Le XVIIe siècle
L'hôtel est construit en 1673 pour Antoine Arviset, Trésorier de France et secrétaire du roi,. Antoine Arviset décède en 1679, laissant derrière lui sa femme, Reine-Ursule Jehannin, et son fils, Philibert-Bernard, qui hérite de l'hôtel.  Philibert-Bernard Arviset meurt en 1702, laissant Reine-Ursule Jehannin sans héritier direct. Dans son testament, elle lègue l'hôtel à l'un des fils de son filleul. Toutefois, elle laisse à son filleul la liberté de choisir lequel de ses fils en héritera. Jean Jehannin désigne ainsi son cadet, Antoine Jehannin, qui prend alors le nom de Jehannin-Arviset.

### Le XVIIIe siècle
Antoine Jehannin-Arviset hérite de l'hôtel à la mort de son père en 1720. Dès 1738, il entreprend de bâtir, d'agrandir et de rénover l'hôtel à plusieurs reprises. En 1752, il fait construire la façade sur rue, qui, aujourd’hui encore, conserve son aspect original. 
Il est ensuite occupé par son fils Jean-Baptiste-François Jehannin de Chamblanc en 1754, célèbre bibliophile, amateur d'art dijonnais et ancien conseiller au Parlement. Il entreprend plusieurs travaux de transformation pour faire de la place à son immense collection d'art et d'objets. Il ajoute deux galeries attenantes à cet hôtel de la rue Chanoine (aujourd'hui rue Jeannin). 
La première galerie est construite entre 1762 et 1763 et lui coûte 3.104 livres,. Il y installe sa bibliothèque et des cabinets spécialisés adjacents qui présentent ses collections d'Extrême-Orient, de dessins, ainsi qu'un cabinet pour la réalisation d'expériences scientifiques, doté d'appareils à cet effet. Aujourd'hui conservés aux Archives départementales de la Côte d'Or, des livres de dépenses extrêmement précis permettent de restituer l'intérieur de ces cabinets et de la bibliothèque (ADCO J 4894/2). Cette galerie abrite une antichambre, un cabinet chinois, un « cabinet d'outils », un cabinet de curiosités et bien d'autres. Elle mesure environ 16,25 m sur 5,85 m, soit une superficie de 95 m2. La première galerie de Jehannin de Chamblanc est bien éclairée « jusqu'à ses coins les plus éloignés » par une grande croisée orientée à l'Est sur la cour du Vieux Couvent et sur toute sa longueur,  de manière à « apporter le jour, ainsi que des vents secs et chauds », un aménagement conseillé par Gabriel Naudé, dans son ouvrage Advis pour dresser une bibliothèque, paru en 1627. Il fait appel à André Falconnet pour décorer sa galerie de sculptures de chapiteaux composites et de plafonds décorés de roses et de palmettes. Jehannin de Chamblanc aménage sa galerie selon les goûts de l'époque. Son Mémoire mentionne que les murs de l'antichambre, qui servait de cabinet de curiosités, présentaient un soubassement en lambris au-dessus duquel était tendue de la calemande bleue et blanche, que les armoires étaient recouvertes d'indienne et que des rideaux étaient faits de « petite étoffe en gris-blanc ».
Il construit une deuxième galerie onze ans plus tard, entre 1774 et 1775 dans le prolongement de la première,. Là aussi, ses livres de comptes permettent de suivre le chantier et l'aménagement. L'accroissement rapide de sa collection rend la construction d'une deuxième galerie nécessaire, sa bibliothèque étant devenue si conséquente que la première galerie ne suffisait plus,,. L'inventaire de ses biens, fait en 1792, estime que celle-ci comprenait près de 6 800 volumes. Il dépense 860 livres pour ce nouveau chantier.
La bibliothèque de Jehannin de Chamblanc possédait un système de rangement, restitué grâce à l'inventaire de 1792 réalisé lors des saisies révolutionnaires. La deuxième galerie de l'hôtel abritait principalement des ouvrages traitant des sciences, des techniques et des découvertes, tandis que la première galerie présentait davantage d'ouvrages sur la littérature, le théâtre, les langues, l'histoire, la théologie et les arts.

### Aujourd'hui
Les deux galeries construites par Jehannin de Chamblanc ont aujourd'hui disparu,. L'hôtel est inscrit aux monuments historiques depuis 1944.